# Susan Radder
Susan Radder (Ámsterdam, Holanda Septentrional, Países Bajos; 20 de marzo de 1999), es una actriz neerlandesa que ha estado activa como actriz juvenil desde 2005. En su juventud ya interpretó varios papeles protagónicos en largometrajes, películas de televisión y series de televisión.
En Quiz de Dick Maas de 2012, podía ser vista como Monica, la hija del maestro de pruebas Leo Vandermolen. Ese mismo año también tuvo un papel principal como Yenthe, la nueva chica de al lado de Jojo, en la película juvenil Kauwboy de Boudewijn Koole. En 2014 fue Anouk, buena amiga de Casper en la película Pijnstillers de Tessa Schram. En 2015 apareció como Janneke en Jack bestelt een broertje de Anne de Clercq y en la serie de televisión Tessa como Andrea. Interpretó el papel de Patty en la tercera temporada de A'dam - E.V.A. en 2016. En 2017 fue Sterre de Keyzer en la serie de televisión Vechtershart e interpretó el papel de Sanne Stokman en una historia que abarca los últimos tres episodios de la sexta temporada de Moordvrouw. En el otoño de 2018, interpretó el papel de Lily en la película All You Need Is Love. En la película De Slag om de Schelde interpreta a Teuntje Visser, la hija del doctor Visser, quien a regañadientes se involucra en la resistencia y con su amiga logra transmitir información crucial de la resistencia a los canadienses.

## Reconocimiento
En marzo de 2017 fue galardonada con el premio De tv-beelden de televisión al Mejor Papel Protagónico por su papel de Lieke, una adolescente con rabietas, en Horizon de Giancarlo Sánchez, película para televisión realizada en la serie One Night Stand. La película también fue galardonada con el Becerro de Oro al Mejor Drama de Televisión 2016. Radder fue nominada ese año al Becerro de Oro a la Mejor Actriz en un Drama de Televisión, pero no pudo sacar provecho de la nominación, que finalmente fue para Nazmiye Oral por su papel en In vrijheid.

## Filmografía

### Cine
| Año | Título | Papel | Nota imposible que haya hecho una película en 1988 si nació en 1999 | Kauwboy | Yenthe | Película de cine adolescente |

### Televisión

#### Como protagonista o recurrente
- Actuaciones únicas y exclusivas

| Año  | Título | Papel | Notas                  |
| ---- | ------ | ----- | ---------------------- |
| 2005 | Offers | Dora  | Película de televisión |